# Tower City (Pennsilvània)

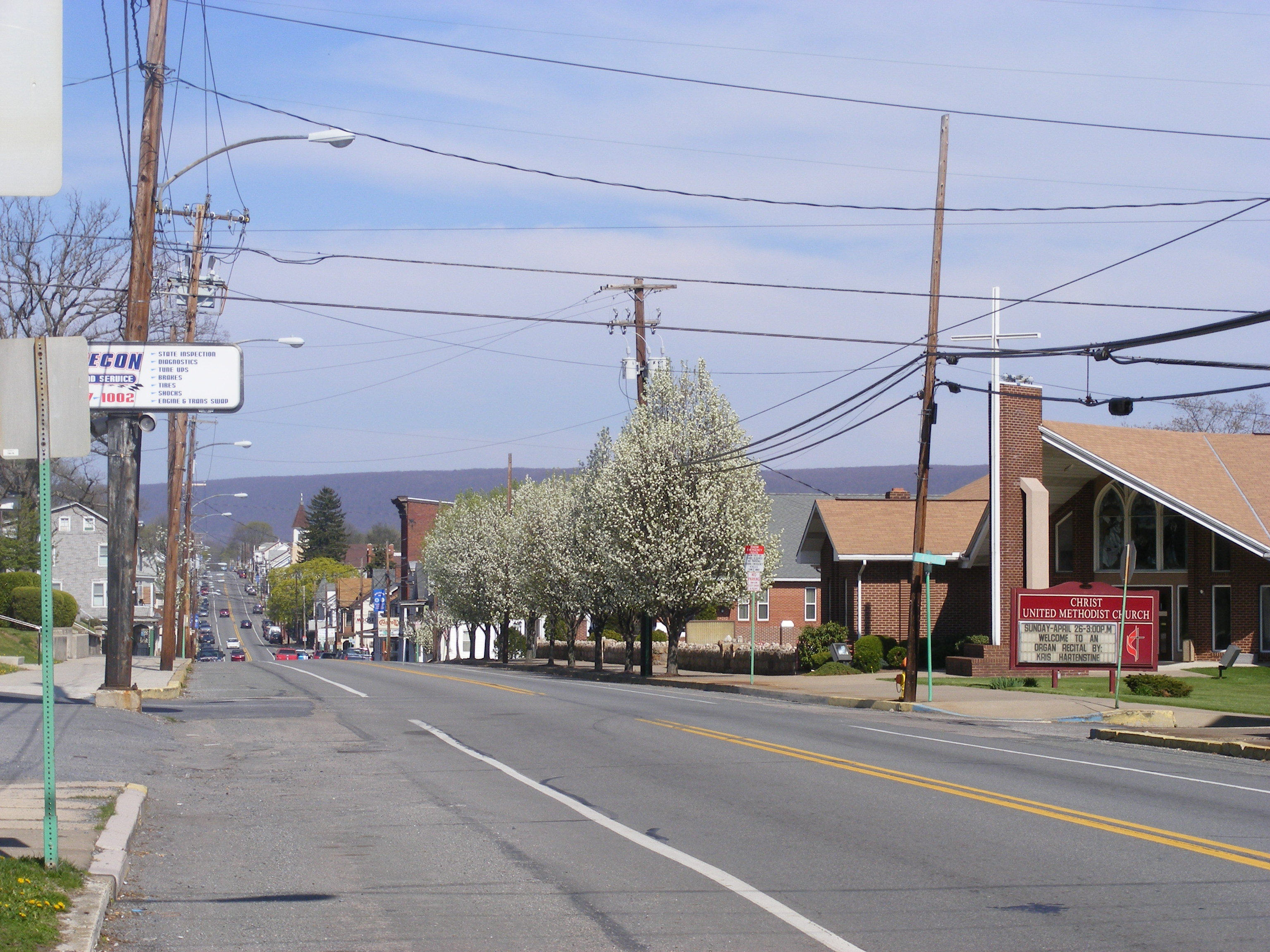
Tower City (Pennsilvània)

Tower City és una població dels Estats Units a l'estat de Pennsilvània. Segons el cens del 2000 tenia 1.396 habitants, 608 habitatges, i 383 famílies. La densitat de població era de 1.738,7 habitants per quilòmetre quadrat.

## Poblacions més properes
El següent diagrama mostra les poblacions més properes.